# Neutrino

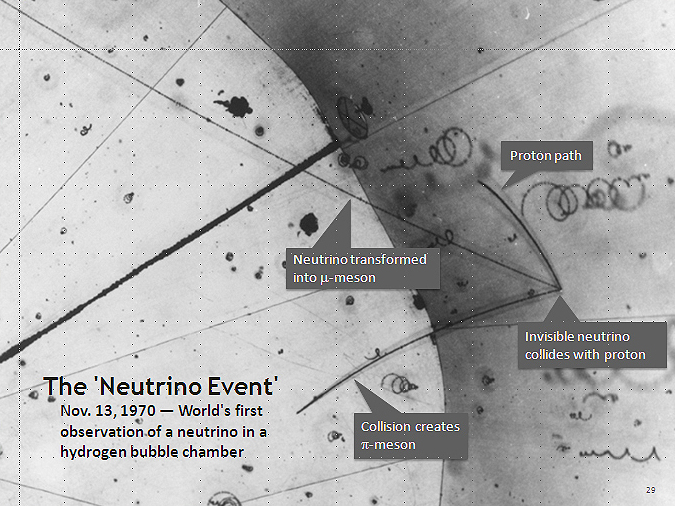
Pierwsza obserwacja zderzenia neutrina z protonem (z jądra atomu wodoru) w komorze pęcherzykowej, 13 listopada 1970. Po zderzeniu widoczny jest krótki ślad protonu, mionu (μ-meson) i pionu (π-meson).

Neutrino (ν) – cząstka elementarna należąca do leptonów. Jest posiadającym masę spoczynkową fermionem o spinie równym ½ i zerowym ładunku elektrycznym. Neutrina są cząstkami podstawowymi w modelu standardowym. Powstają w reakcjach rozpadu β+
, rozpadu mionu, rozpadu pionu i rozpadu taonu, na przykład neutrino elektronowe (νe) podczas rozpadu 116C:
116C → 115B + e+
 + νe
Nazwa jest włoskim zdrobnieniem neutronu. Została zaproponowana przez włoskiego fizyka Enrica Fermiego.

## Rodzaje neutrin

Diagram Feynmana rozpadu β− neutronu do protonu, elektronu i antyneutrina elektronowego poprzez pośredni bozon W^{−}

Istnieją trzy stany zapachowe neutrin:
- νe – neutrino elektronowe
- νμ – neutrino mionowe
- ντ – neutrino taonowe

Według opisu cząstek wprowadzonego przez Paula Diraca każdy rodzaj neutrina ma swój odpowiednik (antyneutrino) w antymaterii. Antyneutrino elektronowe powstaje w trakcie rozpadu β−
, np. podczas rozpadu 31T lub 146C:
31T → 32He + e−
 + νe
146C → 147N + e−
 + νe
Ponieważ zaobserwowano tylko neutrina lewoskrętne i antyneutrina prawoskrętne powstało przypuszczenie, że neutrino może być cząstką Majorany – antyneutrino miałoby wtedy być prawoskrętnym neutrinem.
Neutrina podczas propagacji w przestrzeni mogą zmieniać swój rodzaj (zapach) – zjawisko to, nazywane oscylacją neutrin, dowodzi, że neutrina mają masę spoczynkową.

## Historia
Istnienie neutrin zostało zaproponowane przez Wolfganga Pauliego na początku lat 30. XX w. (nadając nowej cząstce nazwę neutron) jako uzasadnienie ciągłego spektrum początkowej energii elektronów produkowanych w wyniku rozpadu β−
. Już wtedy jednoznacznie określono spin neutrina (równy {\displaystyle \pm {\tfrac {1}{2}}}) i ładunek elektryczny (równy 0), oraz że nie może oddziaływać silnie z materią. Na potrzeby opisu interakcji neutrina z materią wprowadzono do fizyki oddziaływanie słabe. W połowie lat 30. XX w. Enrico Fermi rozpoczął tworzenie matematycznego opisu tego oddziaływania, a Hans Bethe i Rudolf Peierls zaproponowali sposób wykrywania neutrin wykorzystany w pierwszym eksperymencie.
Eksperymentalne potwierdzenie istnienia neutrin (a właściwie anty-neutrin, o czym jeszcze nie wiedziano) nastąpiło w roku 1956 (wykryli je Frederick Reines i Clyde Cowan).
Pomiary pędów i energii w reakcjach rozpadu mionu na elektron oraz pionu na mion wykazały, że również w tych przemianach powinny uczestniczyć neutrina. Określono, że pion powinien rozpadać się na mion i jedno neutrino (nazywane dzisiaj anty-neutrinem mionowym), a mion na elektron i dwa neutrina (dziś jedno to neutrino mionowe, a drugie anty-neutrino elektronowe). Wynik ten doprowadził do wprowadzenia do fizyki liczby elektronowej i liczby mionowej oraz rozróżniania rodzajów neutrin.
Istnienie neutrin mionowych potwierdzili Melvin Schwartz, Leon Lederman i Jack Steinberger w eksperymencie na początku lat 60. XX w. Neutrino mionowe dawniej nazywano neutretto.
W roku 2000 ogłoszono odkrycie neutrina taonowego jako wynik eksperymentu DONUT.
Na podstawie eksperymentów prowadzonych przez CERN w akceleratorze LEP wyznaczających długość życia bozonu Z0 określono, że istnieją tylko 3 generacje neutrin.

## Oddziaływania neutrin
Neutrina nie oddziałują przez oddziaływania silne i elektromagnetyczne, a jedynie za pośrednictwem oddziaływań słabych (i grawitacyjnych). Są tak przenikliwe, że obiekt wielkości planety nie stanowi dla nich prawie żadnej przeszkody – przez jeden centymetr kwadratowy Ziemi zwrócony prostopadle do Słońca, co sekundę przelatuje 60,5 miliardów neutrin.
Neutrina są wychwytywane przez jądro atomowe (przekrój czynny tego procesu jest bardzo mały), inicjując jego rozpad. Zjawisko to wykorzystuje się do wykrywania neutrin. Neutrina wychwytuje się w gigantycznych basenach z superczystą wodą (bądź innymi substancjami) umieszczonych głęboko pod ziemią i obserwuje się powstałe w wyniku tego promieniowanie.
Fizyka neutrin była badana w eksperymentach KamLand, Kamiokande, Super-Kamiokande, SNO, K2K, T2K, DONUT, MINOS.

## Problem masy neutrin

Powstawanie neutrin w cyklu protonowym

Uważane kiedyś za cząstki bezmasowe, neutrina mają masę spoczynkową, chociaż dokładne masy neutrin nie są znane.
Na podstawie doświadczeń oscylacji neutrin w eksperymencie Super-Kamiokande określono różnicę między zapachami neutrin na około 0,04 eV. Jest to więc dolne ograniczenie masy jednego z rodzajów (zapachów) neutrin. Górną granicę oszacowano podczas badań kosmologicznych (np. promieniowanie tła, ucieczkę galaktyk) na 0,28 eV.
Eksperyment KATRIN, wykorzystując rozpad beta trytu, ma wyznaczyć masę neutrina lub ograniczyć górną granicę masy najcięższego neutrina do 200 meV (z odchyleniem standardowym ≤ 2). W 2015 roku zakończono testy urządzeń, w 2016 przeprowadzono testy całości. Pomiary rozpoczęto w 2018 roku i są planowane na 5 lat. 

## Źródła neutrin
Neutrina na Ziemi powstają m.in. na skutek oddziaływania promieniowania kosmicznego w górnych warstwach atmosfery (powstające w ten sposób neutrina nazywamy atmosferycznymi). Neutrina emitowane są także przez Słońce (neutrina słoneczne) i inne źródła kosmiczne. Ze źródeł sztucznych najwięcej neutrin powstaje w reaktorach jądrowych.
W celach eksperymentalnych wiązki wysokoenergetycznych neutrin wytwarza się w akceleratorach. Neutrina, jako cząstki neutralne, nie mogą być bezpośrednio przyspieszane w akceleratorach wykorzystujących oddziaływania elektromagnetyczne. Zamiast tego, np. w akceleratorze ośrodka J-PARC przyspieszane są protony, które następnie oddziałują z tarczą, wytwarzając wiele cząstek nietrwałych: przede wszystkim piony i kaony. Te cząstki rozpadają się w locie, tworząc między innymi neutrina poruszające się w kierunku zbliżonym do kierunku ruchu cząstek pierwotnych. Jedną możliwością ukierunkowania wiązki neutrin do detektora jest odpowiednie skierowanie pierwotnej wiązki protonów na tarczę, oraz ogniskowanie naładowanych pionów i kaonów. Rozważa się wytwarzanie w przyszłości wiązek neutrin poprzez przyspieszanie w akceleratorach jąder beta-promieniotwórczych lub mionów, które rozpadałyby się na neutrina na prostych odcinkach akceleratora.

## Doniesienia o przekroczeniu prędkości światła w próżni
Badacze pracujący przy eksperymencie OPERA, polegającym na pomiarze prędkości wiązki neutrin wysyłanych do odległego o 730 km włoskiego laboratorium INFN Gran Sasso, stwierdzili, że wyniki eksperymentu sugerują przekroczenie prędkości światła w próżni przez neutrina. CERN ogłosiło 22 września 2011 roku apel do świata nauki o weryfikację ich odkrycia i ewentualne powtórzenie w drodze niezależnych eksperymentów, mających potwierdzić lub obalić te niezgodne ze szczególną teorią względności wyniki.
Wyniki tych niepotwierdzonych eksperymentów stały w sprzeczności z innymi znanymi danymi obserwacyjnymi. Na przykład neutrina powstałe w wybuchu supernowej SN 1987A dotarły na Ziemię trzy godziny wcześniej w stosunku do fotonów (co jest spowodowane tym, że neutrina wydostały się z eksplodującej gwiazdy wcześniej niż fotony). Gdyby neutrina poruszały się z prędkością większą od prędkości światła w próżni, a różnica w prędkości byłaby taka, jaką uzyskano w eksperymencie OPERA, to neutrina z tego wybuchu dotarłyby na Ziemię ponad cztery lata wcześniej, zanim dotarłoby światło.
Po ogłoszeniu wyników eksperymentu wielu skrytykowało sposób jego przeprowadzenia, kilku z naukowców uczestniczących w eksperymencie odmówiło użycia ich nazwisk w ogłoszonych wynikach, uważając, że opublikowana analiza danych jest przedwczesna, sugerowano różne możliwe błędy metodologiczne. Ostatecznie wynik eksperymentu został wytłumaczony przez nieprawidłowe podłączenie odbiornika GPS do komputera mierzącego czas przelotu cząstek.